# Vale Verde (Almeida)
Vale Verde era una freguesia portuguesa del municipio de Almeida, distrito de Guarda.

## Historia
Vale Verde, entonces conocida como aldea de Valverde de los Cabaleros, hacia parte del mayorazgo del mariscal don Fernando Coutinho, que pertenecía en 1737 al mayorazgo Pedro Teixeira Doria.[cita requerida]
La freguesia fue suprimida el 28 de enero de 2013, en aplicación de una resolución de la Asamblea de la República portuguesa promulgada el 16 de enero de 2013 al unirse con las freguesias de Azinhal y Peva, formando la nueva freguesia de Azinhal, Peva e Valverde.